# Diana de Poitiers
Diana de Poitiers (* buď 3. září 1499 nebo 9. ledna 1500 v Dauphiné – † 26. dubna 1566, zámek Anet u Paříže), narozena jako Diane de Poitiers, v 15 letech věku provdaná Madame de Brézé. Stala se hraběnkou de Saint-Vallier, od roku 1548 měla titul vévodkyně z Valentinois a od roku 1553 také vévodkyně d'Étampes. Zprvu byla opatrovnicí a důvěrnicí, později v letech 1536–1559 milenkou Jindřicha z Valois (1519–1559), který vládl od roku 1547 Francii jako král Jindřich II.

## Život

### Původ a manželství
Otcem Diany de Poitiers Jean de Poitiers, vikomt d'Estoile a pán na Saint-Vallier. Jeho rod byl pravděpodobně původem z Provence, nikoliv z krajiny zvané Poitou a města Poitiers, jak by napovídal jejich přídomek. Matka Diany byla Jeanne de Batarnay. Rod Dianina otce patřil k váženým šlechtickým rodinám a dlouhodobě udržoval blízké kontakty s rodem Valois. Její děd Aymar de Poitiers si za svou první manželku vzal Marii, nemanželskou dceru krále Ludvíka XI., a její děd z matčiny strany Imbert de Batarnay byl blízkým přítelem onoho krále.
Po smrti matky, která zemřela v jejích šesti letech, převzala Dianinu výchovu Anna de Beaujeu, bývalá regentka vládnoucí za svého bratra, krále Karla VIII. V roce 1515 se Diana de Poitiers stala dvorní dámou královny Klaudie (Claude), manželky francouzského krále Františka I. Brzy nato zprostředkovala Anna de Beaujeu sňatek Diany s jedním z nejvýznamnějších mužů ve Francii Louisem de Brézé (1463–1531), hrabětem de Maulévrier, pánem na několika statcích (mj. Noveny-le-Roi, Anet, Brisse a Montchauvet) a velkosenešalem Normandie, který byl navíc vnukem krále Karla VII. v nemanželské linii. Snoubenec byl o 37 let starší a údajně nepohledný, ale ctižádostivá Diana s výhodným sňatkem bez námitek souhlasila. 29. března 1515 vstoupila do manželství se zjevnou hrdostí. Ze zachovalé korespondence je možno usoudit, že se časem do svého manžela skutečně zamilovala. První léta manželství trávila na zámku Anet v Normandii, kde byl někdy hostem i král František I. Později doprovázela svého muže na cestách i při pobytech u dvora. V roce 1517 Diana porodila dceru Françoise, o dva roky později přišla na svět Louise. Po narození druhé dcery se Diana de Brézé vrátila natrvalo ke dvoru a opět se stala dvorní dámou královny, a to až do roku 1524, kdy královna Claude zemřela. V tom samém roce, tedy 1524, postihla Dianu ještě jedna tragická událost. Její manžel, velkosenešal Louis de Brézé, pomohl odhalit spiknutí Karla Bourbonského proti králi, ale zároveň se mu podařilo zjistit, že do spiknutí je zapleten i jeho tchán Jean de Poitiers. Ten byl následně zatčen a odsouzen k smrti, ale vážnost a vliv Dianina manžela způsobily, že král trest v poslední chvíli zrušil a udělil odsouzenému milost.

### Diana a mládí Jindřicha zValois

Emblém Diany z Poitiers

Král František I. prohrál v roce 1525 bitvu u Pavie a upadl do zajetí svého protivníka, císaře a španělského krále Karla V. Následujícího roku byl zajatý František I. propuštěn, a to výměnou za své dva malé syny, kteří museli odcestovat do Španělska jako rukojmí. Na této smutné cestě doprovázel oba prince na francouzském území celý královský dvůr. Následníkovi trůnu dauphinovi Františkovi bylo osm let, mladšímu Jindřichovi sedm. Většina dvora se samozřejmě starala především o dauphina a jeho pohodlí, ale Diana de Poitiers věnovala svou láskyplnou péči mladšímu Jindřichovi. V té chvíli ještě nemohla tušit, že až tento chlapec dospěje, stane se nejen králem Francie, ale také jejím milencem.

### Jindřich následníkem trůnu
Dauphin František, a jeho bratr Jindřich, byli za vysoké odstupné propuštěni ze zajetí až o čtyři roky později. Oba prince přijel královský dvůr přivítat do Bordeaux. Jedenáctiletý Jindřich na Dianu nezapomněl a v její osobě opět nalezl laskavou a důvěrnou přítelkyni. 24. dubna 1530 byl na zámku Anet, který patřil velkosenešalovi a jeho manželce, dohodnut sňatek prince Jindřicha s Kateřinou Medicejskou, která byla s Dianou de Poitiers v příbuzenském vztahu – Dianina babička Jeanne de La Tour byla sestrou Kateřinina dědečka Jeana de La Tour. V dalším roce 1531 Ludvík de Brézé ve věku 72 let zemřel a Diana se po šestnácti letech manželství stala ve svých 32 letech vdovou. Smrt svého milovaného manžela nesla velmi těžce a od té chvíle už nikdy neodložila vdovský šat. Její život ale záhy získal nové a radostné naplnění, když byla králem požádána o to, zda by se neujala další výchovy prince Jindřicha, který na ní byl den ode dne citově závislejší. Tento nejistý chlapec, uzavřený do sebe, trudnomyslný, s nedostatkem vlastní vůle, psychicky ztrápený ze zajetí ve Španělsku, trpěl také chladným přístupem, který k němu zaujal jeho královský otec. Ten svému druhorozenému synovi nevěnoval příliš pozornosti a stejně přezíravě se chovali k malému princi i ostatní dvořané. Jindřich na to reagoval nepřístupností a nadměrnou agresivitou. Jen dva lidé u dvora projevovali Jindřichovi své sympatie, vdova po velkosenešalovi Diana a maršál Francie Anne de Montmorency, králův poradce a přítel Dianina zesnulého manžela. Sebevědomá a rozhodná Diana vzala princovu výchovu do svých rukou a stejně autoritativně se po roce 1533 ujala i vedení domácnosti mladého manželského páru, Jindřicha a jeho ženy Kateřiny Medicejské. Vztah mezi Dianou a jejím svěřencem byl tehdy ještě zcela platonický, ona o něj pečovala s mateřskou něhou, radila mu, ovládala ho a rozhodovala za něj, on ji za to miloval a s přibývajícím věkem stále více toužil po intimnějším vztahu. Roku 1536 náhle zemřel Jindřichův starší bratr František a králův nemilovaný druhorozený syn Jindřich se nečekaně stal následníkem trůnu.

### Diana milenkou následníka trůnu
Ještě téhož roku, 1536, pozve maršál Francie Anne de Montmorency, zřejmě záměrně a promyšleně, následníka trůnu a jeho vychovatelku na soukromou návštěvu na svůj letohrádek Écouen. Právě zde se Diana údajně stala Jindřichovou milenkou. Diana, které bylo 37 let, tehdy zřejmě poprvé podlehla dvoření dauphina, jemuž bylo teprve 17 let. U dvora se ale Diana nadále snažila uchovat svou pověst důstojné vdovy, což se jí dlouho dařilo. Veřejnost byla přesvědčena, že je opravdu jen guvernantkou prince, kterému radí a pomáhá v jeho rozhodování. Zamilovaný Jindřich se ovšem se svou láskou nijak netajil. A tak si třeba nechal zhotovit nový monogram, kde se kolem iniciály jeho jména vinuly dva měsíční srpečky, symboly bohyně Diany, které současně tvořily dvě křížící se písmena D. Vztah mezi Jindřichem a jeho vychovatelkou přestal být samozřejmě časem tajemstvím a dozvěděla se o něm i princova manželka Kateřina Medicejská. Proti autoritativní Dianě byla ale bezmocná. Ta tak i nadále usměrňovala a přísně kontrolovala chod následníkovy domácnosti.

### Král Jindřich
V roce 1547 zemřel král František I. a jeho syn, dauphin Jindřich, nastoupil na trůn jako Jindřich II. Po své korunovaci propustil všechny rádce svého otce a obklopil se vlastními lidmi. Od té chvíle na něj měl ve vládních záležitost největší vliv Anne de Montmorency a samozřejmě i Diana de Poitiers. Zanedlouho ale mezi de Montmorencym a královou milenkou, donedávna přáteli a spojenci, vypukl skrytý mocenský boj, v němž Diana prosazovala zájmy svých příbuzných z rodu Guisů. Mocný rod Guisů, k nimž patřil i Dianin zeť Claude de Guise Lotrinský, markýz z Maine, zanedlouho přes korunní radu řídil osudy Francie a stal se protiváhou de Montmorencyho. Diana de Poitiers se stala nejmocnější osobou v zemi. Král Jindřich II. ji nadále bezmezně miloval, naprosto ji důvěřoval a neučinil bez její rady jediné rozhodnutí. Postupem času získala přehled o státních záležitostech a kdokoli po králi něco požadoval, musel se s prosbou napřed obrátit na ni. Diana udržovala úzké styky s nejmocnějšími lidmi ve Francii i v zahraničí, dopisovala si s ministry, diplomaty a dokonce se samotným papežem. Král zahrnoval svou o mnoho let starší milenku nejen láskou a obdivem, ale také finančními dary a tituly. Daroval jí renesanční zámek Chenonceau a v roce 1547 jí udělil titul vévodkyně z Valentinois, čímž dosáhla nejvyššího uznání, jelikož vévodský titul příslušel jen členům královské rodiny, a jedinou dosavadní výjimkou byla Anna de Pisseleu, vévodkyně de Etampes, milenka zemřelého krále Františka I. Troufalá Diana si dokonce nechala do svého rodového erbu nově zakomponovat královské lilie. Králova manželka Kateřina Medicejská Dianu samozřejmě nesnášela, ale nebyla schopná se jí postavit na odpor. Navíc jí byla paradoxně za mnohé zavázána – Diana totiž svého milence Jindřicha neustále nutila, aby se manželce patřičně věnoval a plnil manželské povinnosti, což nakonec vedlo k tomu, že Jindřich zplodil s Kateřinou deset dětí. Diana nadále rozhodovala o chodu královy rodiny, vybírala pro manželské potomky svého milence chůvy a vychovatele a s mateřskou láskou se těmto dětem věnovala.

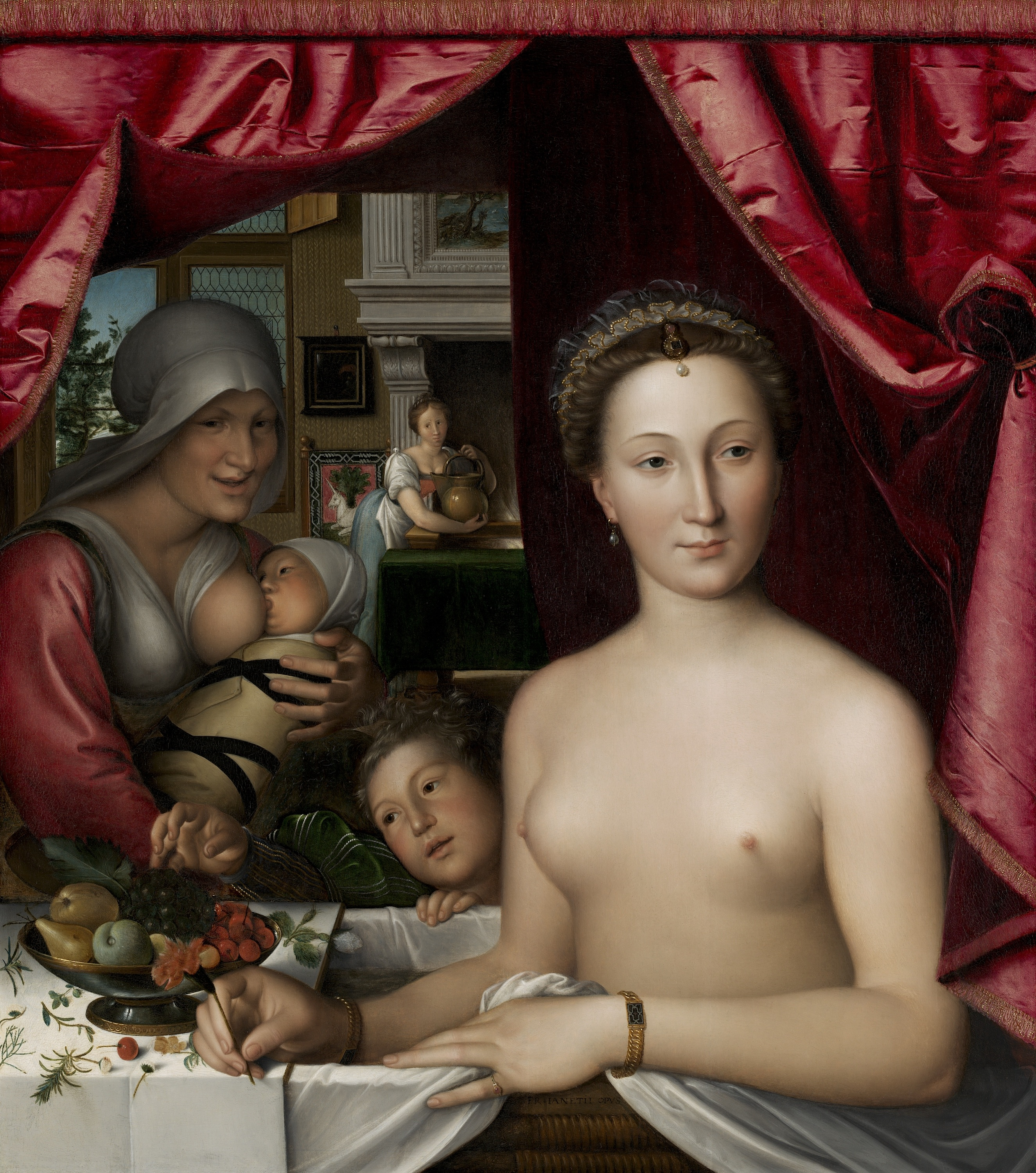
Portrét Diany de Poitiers od Françoise Cloueta

### Poslední léta u dvora
Diana z Poitiers si udržovala svou mocenskou pozici u dvora i v dalších letech, kdy nadále soupeřila s de Montmorencym, který prosazoval mírovou politiku Francie vůči Habsburkům, zatímco Diana a členové rodu Guisů prosazovali řešení válečné. Bojechtivá strana nakonec u dvora zvítězila a roku 1557 Francie opět vyhlásila válku Španělsku. Situace nebyla pro Francii zpočátku nejlepší, ale František de Guise, vévoda Lotrinský, zachránil Francii před takřka jistou zkázou, když v lednu 1558 dobyl město Calais, které bylo 200 let v držení Anglie. Sláva, obliba a moc rodu Guisů narůstaly. Proti vůli Diany de Poitiers se Guisům podařilo prosadit svatbu následníka trůnu Františka s Marií Stuartovnou. Diana své příbuzné z rodu Guisů po celá léta podporovala, ale tak náhlý a prudký růst moci a vlivu se jí příliš nezamlouval. Od Guisů se tedy odvrátila a spojila se se svým dosavadním konkurentem de Montmorencym. Pod vlivem své milenky Diany a svého rádce de Montmorencyho tak Jindřich II. uzavřel 3. 4. 1559 nevýhodnou mírovou smlouvu z Cateau-Cambrésis, kterou se Francie vzdala svých držav v Itálii. V této mírové smlouvě byl také dohodnut sňatek Jindřichovy nejstarší dcery Alžběty s Filipem II. Španělským. O dva měsíce později vypukly svatební slavnosti, během nichž se pro pobavení přítomných pořádaly rytířské turnaje. V posledním turnaji, 30. června 1559, se utkal král Jindřich II. s Gabrielem z Montgomery a v průběhu jejich klání došlo k tragické události, když část zlomeného dřevce vysunula při souboji hledí královy helmy a vnikla do jeho pravého oka. Ten den spatřila Diana z Poitiers svého milovaného Jindřicha naposledy. Francouzský král Jindřich II. zemřel na následky zranění o deset dní později, 10. července 1559, ve věku 40 let.

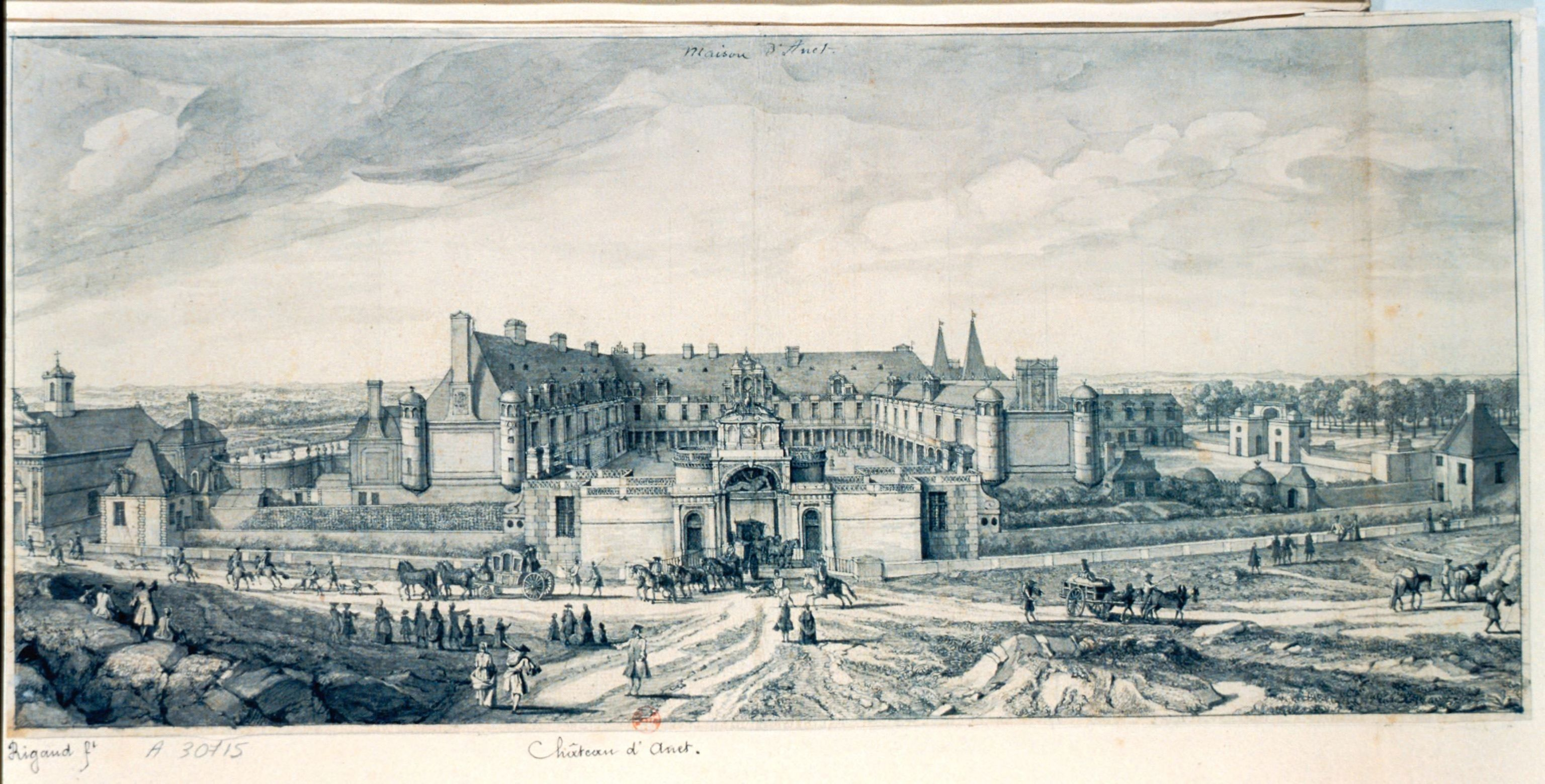
zámek Anet

### Odchod do ústraní
V okamžiku, kdy Jindřich II. zemřel, bylo Dianě z Poitiers 60 let. Stáhla se na svůj zámek Anet, kde očekávala pomstu královny Kateřiny Medicejské. Kateřina si však od bývalé milenky svého manžela vyžádala pouze navrácení korunovačních klenotů a zámek Chenonceau, za který však dala Dianě jako náhradu zámek Chaumont. Královna Kateřina si byla dobře vědoma toho, že její bývalá sokyně má u dvora řadu mocných přátel a spousta lidí je jí stále zavázána. Velkoryse tedy nechala Dianu v poklidu dožít. Diana přežila Jindřicha II. o sedm let. Před svou smrtí věnovala část svých peněz nemajetným dívkám v Anet, aby se mohly provdat a bohatě obdarovala také církev, ovšem pod podmínkou, že se za spásu její duše budou pravidelně konat bohoslužby. Diana z Poitiers, vévodkyně z Valentinois, markýza z Crotone, hraběnka z Albonu, paní na Saint-Vallier zemřela 26. dubna 1566 ve věku 66 let.

## Múzou umělců
Diana de Poitiers se nikdy příliš neprojevovala jako mecenáška umění, ale zato byla během svého života inspirací a častým námětem pro tvůrce své epochy. Královo nadšení pro její osobu s ním sdíleli mnozí významní umělci té doby a svým dílem přispěli k vytvoření mýtu o její kráse. Ať už to byl Benvenuto Cellini, Jean Goujon nebo Francesco Primaticcio. Pozadu nezůstávali ani básníci – Clément Marot, Olivier de Magny nebo Joachim du Bellay. Místem absolutního uctívání Diany de Poitiers se stal především zámek Anet, který zdědila po svém manželovi a následně ho nechala přestavět. Tento nejkrásnější francouzský zámek své doby byl vybaven nespočtem obrazů, soch a reliéfů zpodobňujících svou majitelku, většinou nezahalenou nebo jen lehce oděnou.

## Potomci Diany de Poitiers v dalších generacích
- dcera Louisa (1519–1577), provdala se za Clauda de Guise Lotrinského, vévodu z Aumale.
- Dianina pravnučka Anna Lotrinská, vévodkyně z Aumale (1600–1638), provdala se za Jindřicha Savojského, vévodu z Nemours.
- Marie Františka Isabela Savojská (1646–1683), vnučka Anny Lotrinské, vévodkyně z Aumale a Nemours. Marie-Alžběta se provdala za krále Alfonse VI. Portugalského a pak za Pedra II. Portugalského.
- Marie-Jana Savojsko-Nemourská (1644–1724), vnučka Anny Lotrinské, vévodkyně z Aumale a Nemours. Marie-Jana se provdala za Karla Emanuela II. Savojského.
- Ludvík XV. (1710–1774), pravnuk Marie-Jany Savojsko-Nemourské, francouzský král.